# Atmos

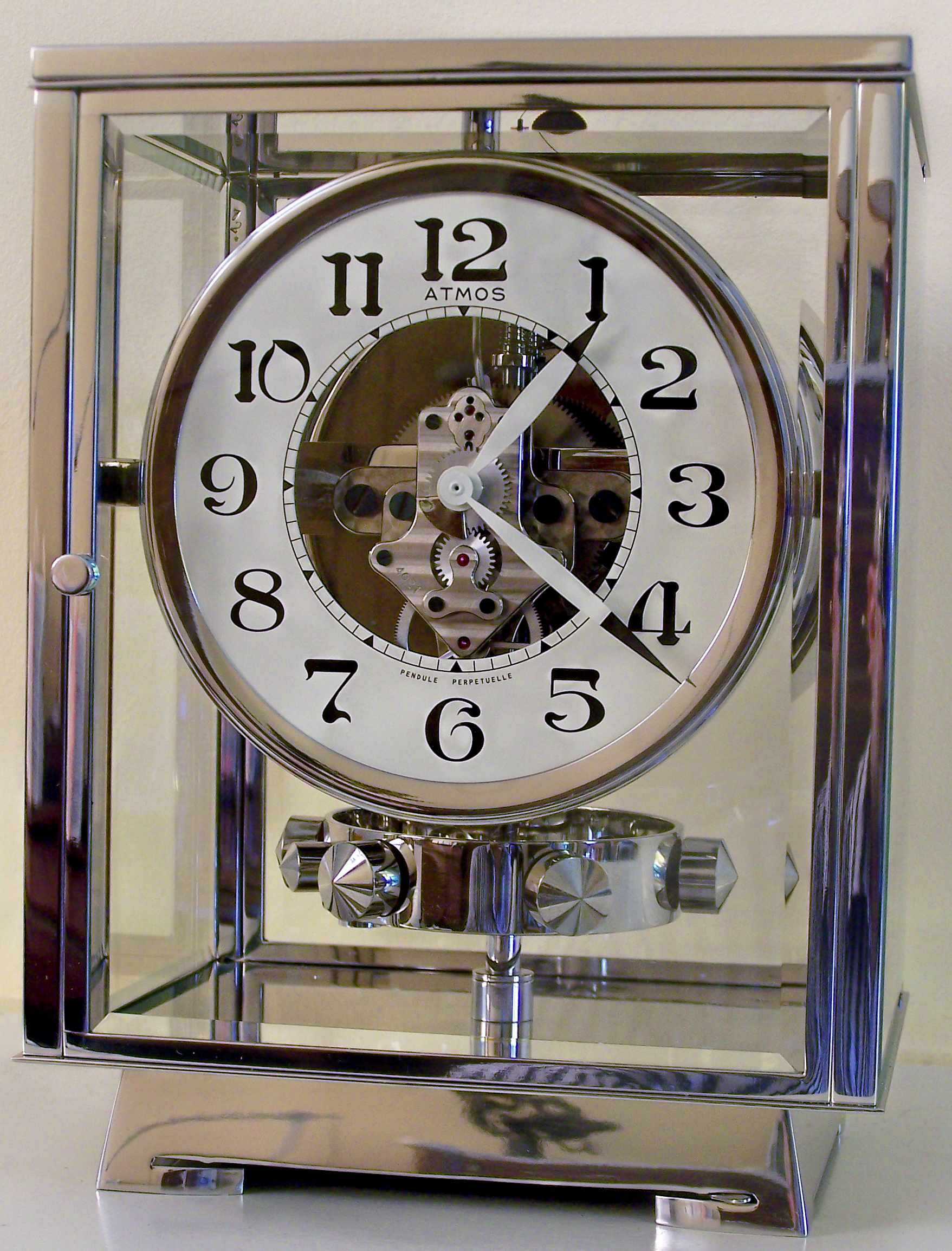
Atmos Reutter Modell RA2 n° 5042

Die Atmos (Atmosphärische Uhr) ist ein Tischuhrmodell der Uhrenmanufaktur Jaeger-LeCoultre. Sie gewinnt ihre Antriebsenergie aus den temperatur- und luftdruckabhängigen Volumenänderungen des Gases Chlorethan, das sich in der Druckdose befindet. Die dabei gewonnene Energie wird in einer mechanischen Feder gespeichert. Nach Herstellerangaben genügt ein Temperaturunterschied von 1 Kelvin, um die Uhr für etwa 48 Stunden aufzuziehen.
Einen ähnlichen Mechanismus besitzt die Beverly Clock im Aufzugsfoyer des Physikalischen Instituts der University of Otago in Dunedin in Neuseeland.
Wegen der geringen erzielbaren Energie wird ein Torsionspendel aus der Metall-Legierung Elinvar mit einer Halbschwingungsdauer von 30 Sekunden verwendet, das mechanische Werk hat wenige Teile, die ohne Öl-Schmierung auskommen. Aufgrund der geringen zur Verfügung stehenden Energie gibt es keine Atmos mit Sekundenzeigern oder mit Läutewerk. Dagegen ist es wegen des langsamen Umlaufs kein Problem, eine Anzeige der Mondphasen zu betreiben, wie sie bei einigen Atmos-Modellen eingebaut ist.
Ebenfalls wegen der geringen Antriebsenergie würde jedes Staubteilchen den Ablauf empfindlich stören oder zum Stillstand bringen. Die Werke sind darum stets verglast. Die durchschnittlich erzielbare Ganggenauigkeit wird mit etwa einer Minute Abweichung pro Monat angegeben, sorgfältig regulierte Exemplare sollen weniger als 30 Sekunden abweichen. Vom Hersteller wurde in früheren Jahren empfohlen, spätestens nach 20 Jahren eine Überholung vornehmen zu lassen. Die erwartete Lebensdauer wurde mit „mehreren hundert“ Jahren angegeben.
Die Uhr wurde von dem Schweizer Ingenieur Jean-Léon Reutter um 1928 erfunden. Die ersten Entwürfe arbeiteten noch mit der Ausdehnung einer Quecksilbersäule. In den 1930er Jahren übernahm die Schweizer Uhrenmanufaktur Jaeger-LeCoultre den Entwurf, ließ die Uhr patentieren und baut sie seitdem in Serie.
Eine der ersten atmosphärischen Uhren war die Coxsche Uhr, die in den 1760er Jahren von James Cox und Jean-Joseph Merlin gebaut und von Cox als Perpetuum mobile ausgegeben wurde.